# Mūša
Die Mūša (lettisch Mūsa) ist ein Fluss in Litauen und Lettland. 
Sie entspringt in dem gleichnamigen Moor Mūšos tyrelis bei Žagarė im nordlitauischen Kreis Joniškis und bildet auf einer Länge von sechs Kilometern die Grenze zwischen Litauen und Lettland. Nach weiteren 18 km fließt sie bei Bauska mit der Mēmele (litauisch: Nemunėlis), die ebenfalls in Litauen entspringt, zusammen. Ab hier heißt der Fluss dann Lielupe, „Großfluss“. Die Ufer des ruhig fließenden Flusses sind an vielen Stellen mit Schilf bewachsen. Nahe der Mündung wird das Tal etwas tiefer.
Nebenflüsse sind Vilkvedis (LT), Voverkis (LT), Kulpė (LT), Kruoja (LT), Daugyvenė (LT), Mažupė (LT), Lėvuo (LT), Pyvesa (LT), Viekšmuo (LT), Tatula (LT) und Ceraukste (LV).